# Comuna Petrivka, raionul Mîkolaiiv, regiunea Mîkolaiiv
Petrivka (în ucraineană Петрівка) este o comună în raionul Mîkolaiiv, regiunea Mîkolaiiv, Ucraina, formată din satele Karlîkivka și Petrivka (reședința).

## Demografie
Componența lingvistică a comunei Petrivka
     Ucraineană (91,06%)
     Rusă (7,55%)
     Alte limbi (0,67%)
Conform recensământului din 2001, majoritatea populației comunei Petrivka era vorbitoare de ucraineană (91,06%), existând în minoritate și vorbitori de rusă (7,55%).